# 韓國民主運動
韓國民主運動，可以指是自1948年大韓民國成立後，韓國人民爭取民主化及結束軍事獨裁統治的歷史。

## 歷史
韓國自1953年結束韓戰後，一直處於軍事獨裁統治。李承晚領導的政權日益貪污腐敗，李承晚也連續兩次透過嚴重的選舉舞弊勝出總統選舉。1960年李承晚再次以嚴重的選舉舞弊勝出，四一九革命爆發，李承晚最終被迫下台，流亡美國夏威夷至去世。
李承晚被迫下台後，隨後的朴正熙少將于1961年發動516軍事政變奪取政權，在此之後韓國就進入了近20年的「維新體制」，並在國家安全與國家建設發展的名義之下，解散了大部份的政黨與社會團體，許多人民的基本自由都受限，開始了韓國的獨裁專制時期，後續全斗煥的政權亦為軍人政權，並以朴正熙的接班人自稱，所以才會有「維新殘黨」的稱呼。
朴正熙執政的十八年期間，長期維持獨裁統治，1972年實行的「維新憲法」更鞏固他的獨裁統治。
1979年10月26日朴正熙遇刺後，韓國終於爆發長期受到抑制的民主運動，席卷全國。不久全斗煥發動雙十二政變，實行全國戒嚴。
1980年5月18日爆發的光州民主化運動，是韓國民眾抗議獨裁統治的代表性民主運動，光州事件最終被韓國陸軍血腥鎮壓，但也使韓國民主運動發展至新的局面。光州事件爆發後，許多消息都指出美國政府幫助全斗煥政權用血腥暴力手段鎮壓示威，因此在事件發生後的幾年，發生了學生佔領美國文化院的事件。
1981年，經政變上台的全斗煥透過新憲法獲得七年的單一任期。
1987年六月民主運動後，國際奧委會透過英國每日電訊報表示如果韓國的情勢無法降緩，國奧會有可能會取消其1988年的奧運主辦權，奧運是個導致軍政府向民意妥協關鍵因素。最後韓國當時的執政黨民主正義黨總統候選人盧泰愚在1987年6月29日對外發佈了「六二九」民主化宣言，支持韓國的民主化並在同年10月以公投的方式透過了韓國的新憲法，其後恢復總統的民主選舉。同年12月盧泰愚當選，成為新憲法通過後的第一位民選總統。1992年12月，金泳三成為第二位民選總統，也是三十年來第一位文人總統。
1997年12月，在野黨「新政治國民會議」總統候選人金大中首次勝出總統選舉，第一次實現政黨輪替。